# Idioma öñge
El öñge es una lengua en grave peligro de extinción de las islas Andamán, en la India. Es hablado por el pueblo Öñge. Pertenece al grupo sur de lenguas andamanesas. Actualmente, solo quedan 96 personas que lo sepan hablar. La mayor parte de los hablantes es monolingüe en Önge. La pervivencia de este idioma, al igual que la del otro idioma del grupo sur, el järawa se ha sustentado en base al aislamiento de las poblaciones que lo hablan. Es una de las pocas lenguas de Andamán que aún no ha sucumbido al hindi.

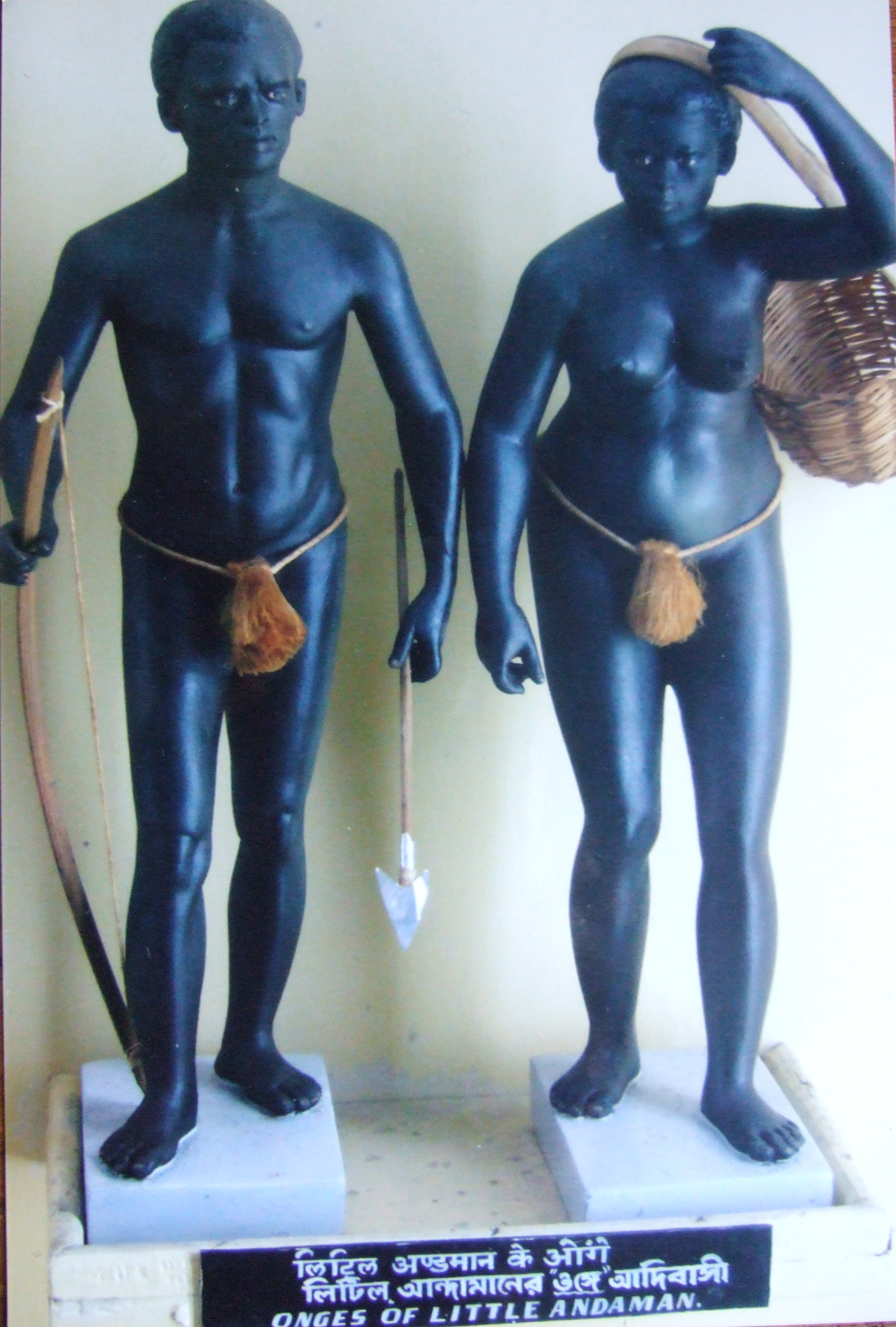
Unas estatuillas representando al pueblo Öñge en el museo de Calcuta.